# Scleria poklei
Scleria poklei là loài thực vật có hoa trong họ Cói. Loài này được M.A.Wadood Khan miêu tả khoa học đầu tiên năm 1998 publ. 1999.